# Deamia testudo

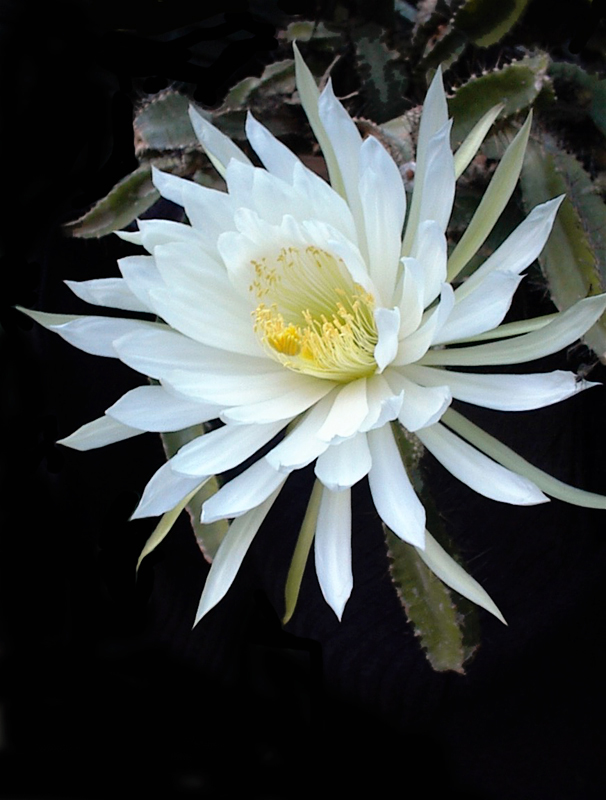
Blüte

Deamia testudo ist eine Pflanzenart in der Gattung Deamia aus der Familie der Kakteengewächse (Cactaceae). Das Artepitheton testudo stammt aus dem Lateinischen, bedeutet ‚Schildkröte‘ und verweist auf die Wuchsform der Art. Ein spanischer Trivialname ist „Pitaya de Tortuga“.

## Beschreibung
Deamia testudo wächst epiphytisch oder lithophytisch, kletternd oder hängend mit reich verzweigten Trieben. Die Triebe besitzen auf der Unterseite Luftwurzeln. Sie erreichen Durchmesser von bis zu 8 Zentimetern und sind in bis zu 25 Zentimeter lange Abschnitte gegliedert.  Ihre drei bis acht dünnen und flügelartigen Rippen sind oft einseitig angeordnet und zwischen 1 und 3 Zentimeter hoch. Die bis zu 10 (oder mehr) bräunlichen Dornen sind ausgebreitet und 1 bis 2 Zentimeter lang.
Die weißen, weit ausgebreiteten Blüten besitzen oft eine etwas einseitige symmetrische Blütenhülle. Sie sind bis zu 15 Zentimeter lang und erreichen Durchmesser von 15 Zentimetern. Das Perikarpell und die lange Blütenröhre sind mit kleinen Schuppen und braunen 1 bis 3 Zentimeter langen Haaren besetzt. Die gelben, kugelförmigen Früchte sind bedornt und erreichen Durchmesser zwischen 4 und 5 Zentimetern. Das Fruchtfleisch ist weiß.

## Verbreitung und Systematik
Deamia testudo ist im Süden Mexikos, in Guatemala, Belize, Honduras, Nicaragua, Costa Rica und Kolumbien verbreitet.
Die Erstbeschreibung als Cereus testudo wurde 1837 von Joseph Gerhard Zuccarini veröffentlicht. Nathaniel Lord Britton und Joseph Nelson Rose stellten die Art 1920 in die von ihnen neu aufgestellte Gattung Deamia. Weitere nomenklatorische Synonyme sind Selenicereus testudo (Karw. ex Zucc.) Buxb. ex Krainz (1965) und  Strophocactus testudo (Karw. ex Zucc.) Ralf Bauer (2003).

## Nachweise